# Lyhundra härad

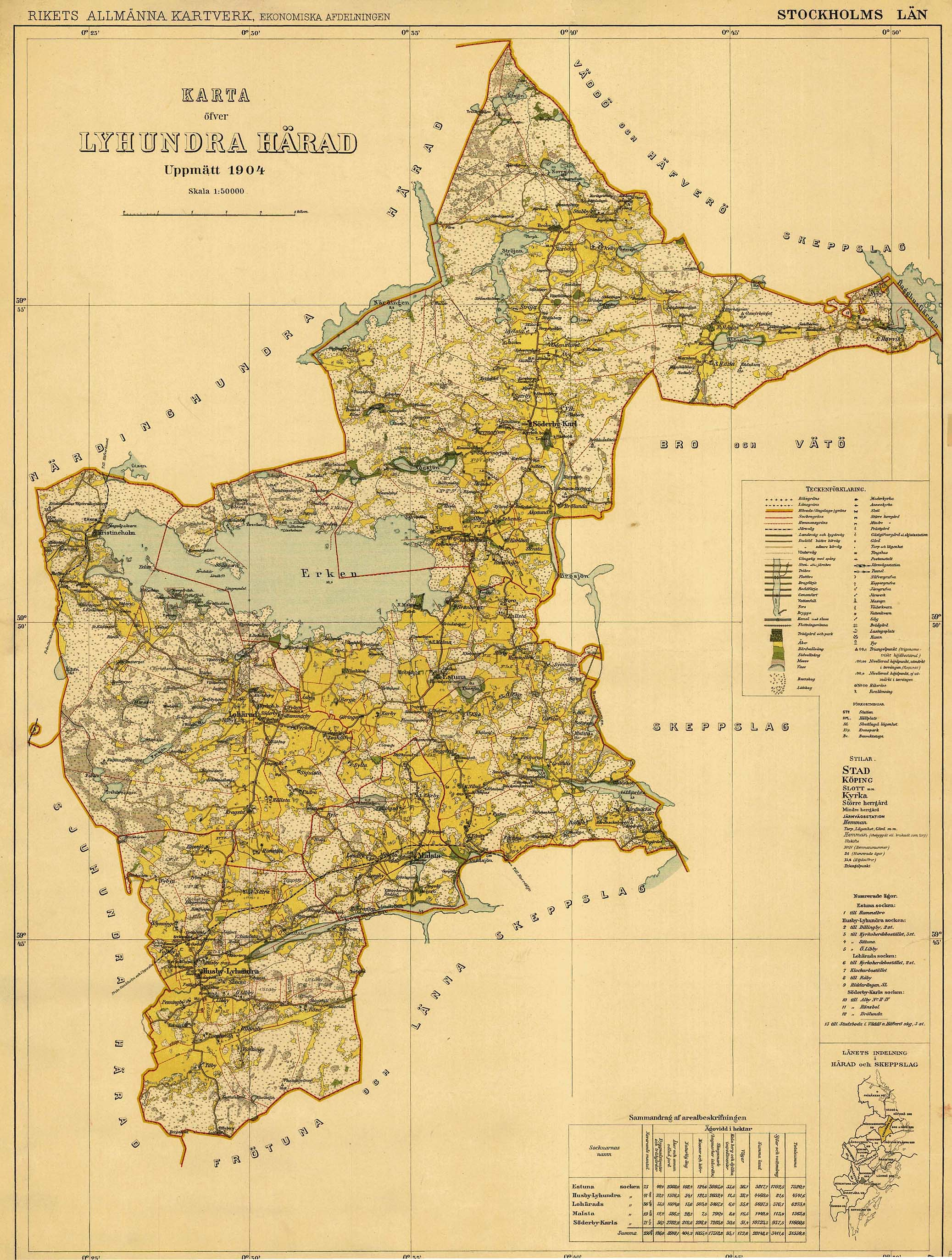
Häradet år 1904

Lyhundra härad var ett  härad beläget i  östra Uppland. Häradet låg i sin helhet inom nuvarande Norrtälje kommun i den nordliga delen av Stockholms län.  Arealen uppgick till drygt 318 km², och befolkning mätte år 1930 4 455 invånare. Tingsställe var tidigt i Estuna socken också senare i Husby-Lyhundra socken och Lohärads socken för att på 1800-talet flytta till Norrtälje.  

## Geografi
Lyhundra härad var beläget norr om staden Norrtälje kring sjöarna Erken, Närdingen och Lommaren och kring den innersta delen av Norrtäljeviken. Häradet ligger kring delar eller förgreningar av Roslagens mellersta och sydöstra landhöjder och kring åtskilliga från dessa förgreningar utgående vattendrag, som rinner mot havet i öster. Häradet består huvudsakligen av kuperade trakter. Dessa är dels mer eller mindre oländiga, dels jämnare trakter. I nordväst finns mest skogsmark. Längst i öst når häradet ut till Bagghusfjärden. Det gränsade till Sjuhundra och Närdinghundra härad i sydväst och nordväst, i norr till Väddö och Häverö skeppslag, i öster Bro och Vätö skeppslag och i sydost till Frötuna och Länna skeppslag. 
De största tätorterna är idag, förutom Norrtälje stad som inte ingick i häradet, de mindre orterna Svanberga och Söderby-Karl.

### Socknar
Lyhundra härad omfattade fem socknar.
- Söderby-Karl
- Estuna
- Lohärad
- Malsta
- Husby-Lyhundra området överförde 1952 till Sjuhundra härad

## Historia
Lyhundra härad var en del av det uppländska folklandet Attundaland och då detta och grannhäradet Sjuhundra förefaller ha varit något mindre än de övriga häraderna i bygden är det troligt att dessa en gång utgjorde ett och samma hundare. Ortnamnet skrevs år 1280 som Lyundereth och i början av 1300-talet som Lyhundæri, där ly avser lyarna d.v.s. de som bor i Lo (jmfr Lohärad). Häradet omnämns eventuellt i Heimskringla som Lovund men tolkningen är oklar och kan lika gärna syfta på Lagunda härad. 
År 1952 överfördes en av häradets socknar - Husby-Lyhundra - från Lyhundra till Sjuhundra härad och kom därmed att byta namn till Husby-Sjuhundra. Lyhundra härad låg längs den viktiga vägen mellan Stockholm och Grisslehamn, som var av vikt för postgången mellan Sverige och Finland. I Lyhundra finns även något så unikt som en bevarad skuta från den förmedeltida ledungen, den så kalladeViksbåten som finns på Erikskulle museum i Söderby-Karl. Båten utgör troligtvis en av Lyhundra härads fyra båtar i ledungsflottan och har daterats till 1000-talet.

## Län, fögderier, domsagor, tingslag och tingsrätter
Häradet har sedan 1715 hört till Stockholms län, innan dess Upplands län (1634–1639, 1648–1651, 1654–1714) och i perioderna däremellan till Stockholms län. Församlingarna i häradet tillhörde alla före 1 juli 1942 Uppsala stift, därefter Stockholms stift. Församlingarna i det gamla häradet tillhör idag (2020) Uppsala stift. 
Häradets  socknar hörde till följande fögderier:
- 1720–1881 Lyhundra, Sjuhundra, Bro-Vätö, Väddö-Häverö fögderi
- 1882–1966 Mellersta Roslags fögderi
- 1967–1990 Norrtälje fögderi

Häradets socknar tillhörde följande domsagor, tingslag och tingsrätter:
- 1680–1900 Lyhundra tingslag i 
  - 1680 Sjuhundra, Lyhundra, Frötuna, Länna, Långhundra, Seminghundra, Vallentuna och Åkers häraders/skeppslags domsaga med
  - 1681–1689 Långhundra, Lyhundra, Frötuna, Länna, Sjuhundra, Åker och Värmdö häraders/Skeppslags domsaga
  - 1689–1714 Seminghundra, Långhundra, Lyhundra, Vallentuna, Frötuna och Länna, Bro, Vätö och Väddö häraders/skeppslags domsaga
  - 1715–1777 Lyhundra, Frötuna, Länna, Närdinghundra, Sjuhundra, Frösåker, Häverö, Väddö, Bro och Vätö häraders/Skeppslags domsaga
  - 1777–1862 Lyhundra, Sjuhundra, Frötuna och Länna och Närdinghundra domsaga
  - 1863–1900 Lyhundra, Sjuhundra, Frötuna och Länna, Bro och Vätö domsaga från 1870 benämnd Mellersta Roslags domsaga
- 1901–1970 Mellersta Roslags domsagas tingslag i Mellersta Roslags domsaga

- 1971– Norrtälje tingsrätt och dess domsaga

### Webbkällor
- Nationella arkivdatabasen för uppgifter om fögderier, domsagor, tingslag och tingsrätter